# 水兵・建設労働者ソビエト共和国

水兵・建設労働者ソビエト共和国
Советская республика матросов и строителей

国歌: インターナショナル
中央やや左がナイッサール島

水兵・建設労働者ソビエト共和国（すいへい・けんせつろうどうしゃソビエトきょうわこく、ロシア語: Советская республика матросов и строителей, ロシア語ラテン翻字: Sovetskaya respublika matrosov i stroiteley）、またはナイッサール・ソビエト共和国（ロシア語: Советская республика Найссаара, ロシア語ラテン翻字: Sovetskaya respublika Nayssaara、エストニア語: Naissaare Nõukogude Vabariik）とは、1917年から翌年にかけてエストニアのナルゲン島（現在のナイッサール島）に存在したソビエト共和国である。実質的な首都はラウナキュラに置かれ、国歌はインターナショナルとなった。
タリン北西に位置するナルゲン島（Nargen）は、1911年の布告によって、タリンを防衛するために武装が強化され「陸の戦艦」とされることが決まった。この島には防衛組織の他にエストニア系スウェーデン人の大規模な自治組織が存在した。
ロシア帝国が2月革命に揺れる最中、島にはロシア艦隊が宿営していた。そして1917年12月、艦隊中の戦艦ペトロハバロフスクの上級書記官であったステパン・ペトリチェンコが、「水兵と建設労働者のソビエト共和国」の設立を宣言した。この反乱に同調した80人から90人の水兵と約200人の島民が中心となって島に自治や税制を監督する評議会が誕生し、このソビエト体制はタリンがドイツ帝国に占領される1918年2月26日まで続いた。
その後、水兵たちはバルチック艦隊の船に乗ってヘルシンキとクロンシュタットへ逃れた。やがてエストニアが独立し、1918年11月14日にその代表が島を訪れると、そこでは島からの脱出を拒否した政治犯を含む300人が、50人のドイツ兵によって投獄されたままだった。

## 脚注

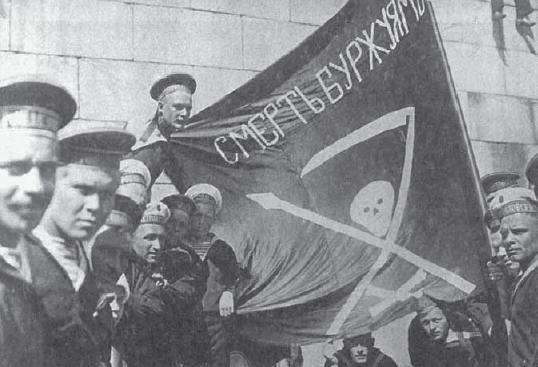
戦艦ペトロハバロフスクの反乱水兵たち（1917年夏）